# Mali Laganj
Koordinati:   44°42′51″N, 14°39′59″E
Mali Laganj je majhen nenaseljen otoček v Kvarnerju. Otoček leži nekaj deset metrov južno od otočka Veliki Laganj. Njegova površina meri 0,012 km², dolžina obale je 0,57 km. Jugovzhodno leži otoček Dolfin in čer Mali Dolfin.